# Rune Öfwerman
Axel Ivar „Rune“ Öfwerman (* 24. Dezember 1932 in Stockholm; † 13. Dezember 2013 ebenda) war ein schwedischer Jazzpianist, Bandleader und Arrangeur, der als Filmkomponist auch unter dem Pseudonym Gregor Vein arbeitete.

## Leben und Wirken
Öfwerman gründete 1948 gemeinsam mit Lasse Bagge und Georg Riedel die Boogie Bop Six. Er leitete dann sein Quintett und sein Skolorkester. In den nächsten Jahren trat Öfwerman mit Tony Mason (ab 1952), mit dem Orchester von Carl-Henrik Norin (1954–1956), mit Hacke Björksten und mit dem Sextett von Gunnar Almstedt und Ove Lind auf. Dann gründete er sein eigenes Trio, zu dem Egil Johansen gehörte. Auch war er mit Poul Hindberg (1955), Tony Scott (1957), Ulf Wakenius, Lars Gullin, Chet Baker, Stan Getz und Eric Dolphy zu hören. Weiterhin begleitete er Siw Malmkvist und Lill-Babs, von 1969 bis 1990 dann Sylvia Vrethammar, seine zeitweilige Ehefrau, für die er auch als Manager tätig war. Als Produzent war er auch für Tommy Körberg, Janne Önnerud und Sivuca tätig.
Mit seinem Trio nahm er Platten für Sonet, für Polygram sowie Gazell auf; zudem spielte er verschiedene Filmmusiken ein.
Seine Söhne Clarence (* 1957) und Staffan Öfwerman (* 1962) waren als Produizenten und Musiker für die Band Roxette tätig.

## Filmografie
- 1961: Rififi in Stockholm (Stöten)
- 1961: Åsa-Nisse bland grevar och baroner
- 1964: Åsa-Nisse i popform
- 1968: Sarons ros och gubbarna i Knohult

## Lexikalische Einträge
- Ericson Uno, Engström Klas: Myggans nöjeslexikon: ett uppslagsverk om underhållning. Band 14: Talm–Över. Bra böcker, Höganäs 1993, ISBN 91-7752-272-9, S. 235.
- Öfwerman, A I Rune. In: Hans Uddling, Katrin Paabo (Hrsg.): Vem är det. Svensk biografisk handbok 1993. 41. Jg. P. A. Norstedt & Söners Förlag, Stockholm 1992, ISBN 91-1914072-X, S. 1239 (schwedisch, runeberg.org).